# Ogulnius gloriae
Espèce
Synonymes
- Epeirotypus gloriae Petrunkevitch, 1930

Ogulnius gloriae est une espèce d'araignées aranéomorphes de la famille des Theridiosomatidae.

## Distribution
Cette espèce est endémique de Porto Rico.

## Description
Les mâles mesurent de 0,9 à 1,2 mm et les femelles de 1,6 à 2,4 mm.

## Publication originale
- Petrunkevitch, 1930 : The spiders of Porto Rico. Part two. Transactions of the Connecticut Academy of Arts and Sciences, vol. 30, p. 159-356.